# Carcinoma polmonare a cellule squamose
Il carcinoma polmonare a cellule squamose o squamocellulare (o anche epidermoide) è una delle varianti più frequenti del carcinoma polmonare. Si tratta di una neoplasia maligna a carattere invasivo che origina dall'epitelio bronchiale.
Come tutte le neoplasie di origine epiteliale, ricorda per quanto riguarda l'aspetto istologico il carcinoma squamocellulare della cute.

## Epidemiologia
Costituisce il 30% delle forme dei carcinoma del polmone. Di solito si localizza prevalentemente nelle regioni ilari e quindi dà più precocemente segno della sua presenza, attraverso infezioni a lenta risoluzione, con persistenza di tosse e dispnea, o con comparsa di strie ematiche nell'escreato (emoftoe).

## Esami
Gli accertamenti clinici sono di tipo broncoscopico-bioptico, associati a esami citologici da esfoliazione spontanea (citologia dell'espettorato) o mediante broncoscopia, con "lavaggio bronchiale" o tramite abrasione della mucosa ("spazzolato bronchiale" o brushing).
Importante è la positività per p63, utile nella diagnosi differenziale con l'adenocarcinoma: p63 è presente nel carcinoma squamoso, mentre è assente nell'adenocarcinoma.
Anche TTF-1 è in genere negativo.

## Stadiazione TNM
Il sistema TNM permette di definire l'estensione anatomica della malattia a scopipratici: 
- l'iniziale T indica la grandezza del tumore primitivo e i suffissi numerici descrivono l'aumento delle dimensioni;
- l'iniziale N indica l'interessamento linfonodale e i suffissi numerici indicano l'estensione di questo interessamento;
- l'iniziale M indica la presenza o l'assenza di metastasi a distanza:

| Tumore primitivo | Linfonodi regionali       | Metastasi a distanza                |
| --- | ------------------------- | ----------------------------------- |
| TX, il tumore primitivo non può essere identificato: ne è provata l'esistenza per la presenza di cellule neoplastiche nell'escreato o nel lavaggio bronchiale, ma non è visualizzabile con la diagnostica per immagini o con la broncoscopia | NX, non determinabili     | MX, non determinabili               |
| T0, nessuna evidenza di tumore | N0, non interessata       | M0, assenza a distanza              |
| Tis, carcinoma in situ | *                         | *                                   |
| T1, tumore di diametro < 3 cm, contenuto all'interno del parenchima polmonare e della pleura viscerale | N1, presenza di metastasi | M1, presenza delle forme a distanza |
| T2, diametro > 3 cm / interessamento pleura viscerale / con atelectasia - polmonite ostruttiva relativa a regione ilare | *                         |                                     |
| T3, (con atelettasia - polmonite ostruttiva relativa ad intero polmone) | *                         |                                     |
| T4, interessamento altre strutture (esofago, cuore, ecc) o con versamento pleurico | *                         |                                     |

## Sintomatologia
Durante la sua evoluzione si mostra atelectasia, tosse, dolore toracico, dispnea ed emottisi.

## Prognosi
La prognosi risulta migliore rispetto a forme simili, questo perché nella metà dei casi rimane circoscritto alla zona intratoracica.

## Terapia
Chemioterapia e radioterapia.